# Internet Archive
Internet Archive (eng. za Internetski arhiv) je neprofitna organizacija sa sjedištem u San Franciscu koju je 1996. godine osnovao Brewster Kahle. Bavi se održavanjem mrežne knjižnice i arhive mrežnih i multimedijskih sredstava. Članica je Američke udruge knjižnica, te ju je država Kalifornija službeno priznala kao knjižnicu.
IA stvara tzv. „snimke World Wide Weba“ (arhivirane preslike mrežnih stranica), programa, filmova, tekstova, glazbe i zvučnih snimaka, te ih pohranjuje u zaštićenu bazu. Da bi se osigurala zaštićenost i dugovječnost snimaka, svi podatci pohranjeni u Internetskom arhivu pohranjeni su i u Aleksandrijskoj knjižnici. Sve zbirke pohranjene u Internetskom arhivu raspoložive su za korištenje bez ikakve novčane naknade.

## Wayback Machine
Internetski arhiv podržava i program koji arhivira mrežne stranice tijekom vremena i sprema ih. Taj program zove se Wayback Machine, te radi kao tzv. „digitalna vremenska kapsula” omogućujući korisnicima pregled arhiviranih snimki (preslika, eng. snapshot) mrežnih stranica. 
Snimke stranica postaju dostupne 6-12 mjeseca nakon arhiviranja, a njihova vremenska učestalost nije strogo određena. Od 2006. godine Wayback Machine sadrži približno 2 petabajta podataka, te bilježi rast od 20 terabajta mjesečno i time daleko premašuje sve ostale svjetske knjižnice i arhive.

## Archive-It
Korisnici koji žele trajno arhivirati određene podatke, te ih odmah početi koristiti, imaju mogućnost uz novčanu naknadu pristupiti Archive-It sustavu koji pruža Internetski arhiv. Podatci prikupljeni Archive-It-om se periodično unose u opću strukturu Wayback Machinea. Od prosinca 2007. godine Archive-It-om je stvoreno više od 230 milijuna URL-a pohranjenih u 466 osobnih zbirki. 

## Medijske zbirke
Uz dodatak mrežnim arhivama, Internetski arhiv sadrži i iscrpne zbirke digitalnih medija: zbirke tekstova, knjiga, filmova, zvučnih zapisa i računalnih programa kao i ostalih dokumenata koji su u bilo kojemu smislu značajni za kulturu. Svi sadržaji su i bez kakvih ograničenja i naknada korištenja. Mediji su organizirani u opće kategorije (pokretne slike, zvučni sadržaji, tekstni sadržaji, itd.), te u podkategorije razvrstane po raznim kriterijima. Svaka od glavnih kategorija uključuje podkategoriju otvorena izvora (open source), u koje se mogu pohranjivati medijski doprinosi svih korisnika.

Zbirka filmova
Osim dugometražnih filmova, Internetski arhiv sadrži i crtane filmove, isječke vijesti, dokumentarne i obrazovne filmove, televizijske oglase i kućne videouradke. Filmovi se mogu preuzeti na računalo, a mogu se pogledati i kadrovi iz istih.

Zbirka zvučnih zapisa
Arhiv zvučnih zapisa sadrži glazbu, audio knjige, važnije radijske vijesti i još široki raspon raznih zapisa. Arhiv ima i podkategoriju u kojoj su snimke koncerata poznatih svjetskih glazbenika koji dopuštaju snimanje svojih koncerata. Takvi koncerti se ne mogu preuzeti sa stranice, ali se mogu preslušati. U arhivu se mogu pronaći i važni politički govori i slični sadržaji.

Zbirka tekstova
Arhiv sadrži digitalizirane tekstove raznih autora, novinske publikacije i slične tekstne publikacije. Najviše tekstova preuzeto je iz Projekta Gutenberg koji digitalizira knjige, ali i iz raznih knjižnica diljem svijeta. Korisnici mogu knjige besplatno preuzeti na svoje računalo.

## Otvorena Knjižnica
Otvorena knjižnica, tj. Open Library, projekt je Internetskoga arhiva u kojemu se knjige scaniraju i do sad u arhivi postoji više od 100 000 naslova.

## Vanjske poveznice
- Otvorena knjižnica
- Internetski arhiv